# Sapintus capitatus
Sapintus capitatus es una especie de coleóptero de la familia Anthicidae.

## Distribución geográfica
Habita en Brasil.